# Natsuki Mugikura
Natsuki Mugikura (født 22. maj 1996) er en japansk fodboldspiller, som spiller for den japanske fodboldklub SC Sagamihara.